# あもーれ!マッタリーノ
『あもーれ!マッタリーノ』はRSKラジオで放送されているラジオの生ワイド番組。

## 概要
- 前番組『昼からど〜だい!』の月曜 - 木曜のパーソナリティを務めていた落語家の桂小鯛が、2016年8月15日放送分の同番組内で、ある地元の自動車教習所を名指しで批判・中傷したことを理由に降板となり[要出典]、番組自体も翌週金曜日・2016年8月26日分で打ち切りになった。それに伴い、急きょスタートしたのがこの番組である。（この経緯とRSKラジオ側の対応は、2016年9月のRSK番組審議会で報告済み。）
- 改編期以外の番組スタートであるだけに、当初は『昼からど〜だい!』で小鯛とともにパーソナリティを担当していた奥富亮子が引き続き月曜から木曜のメインパーソナリティとして継続することになった。月曜から水曜の奥富の相方には2016年にRSKに入社したばかりの女性アナウンサー3人をそれぞれ起用。また、木曜にはフリーアナウンサー転向後初のラジオ番組レギュラーとなる多賀公人を起用。
- 金曜については『昼からど〜だい!』から引き続いて、安井優子・相田翔吾の2人がメインパーソナリティを担当する。
- 冒頭等で流れているタイトルコールは国司憲一郎の声である。
- 2017年4月より、岡山市の岡山表町商店街に新設されたサテライトスタジオ「RSKらじお本舗」からの公開生放送となり、番組名も『表町LIVE! あもーれ!マッタリーノ』（おもてちょうライブ! あもーれ!マッタリーノ）となったが、2022年度春改編から「RSKらじお本舗」からの公開生放送が木曜 - 金曜に縮小[注釈 1]となり、タイトルも『あもーれ！マッタリーノ』に戻った。2023年度春改編からは「RSKらじお本舗」からの公開生放送が月曜・金曜に変更された。

## 放送時間
- 2016年8月29日 - 2022年1月7日 ： 13:00 - 16:35
- 2022年1月10日 - 2022年3月25日 ： 12:10 - 16:35
- 2022年3月28日 - 2023年4月7日 ： 12:10 - 16:25
- 2023年4月10日 -  2024年9月28日： 12:30 - 16:25
- 2024年9月30日 - 現在：12:10 - 16:24

## 他番組との交流
- radikoプレミアムのエリアフリー機能が始まってから、地方ラジオ局のローカル番組を聴取することが日課となっている爆笑問題・太田光が、平成30年7月豪雨をきっかけにTBSラジオ『JUNK・爆笑問題カーボーイ』で本番組を話題に挙げることがある。それが縁で『カーボーイ』および『爆笑問題の日曜サンデー』（TBSラジオ）には本番組のパーソナリティが出演している[注釈 2]。
  - 相田翔吾（『爆笑問題カーボーイ』2018年8月14日・2019年8月13日にゲスト出演）
  - 守口香織（『爆笑問題の日曜サンデー』2018年12月30日「列島 年の瀬中継」で電話リポート）
  - 安井優子（2019年8月13日に相田とともにゲスト出演。『爆笑問題の日曜サンデー』2020年12月27日「列島 年の瀬中継」にRSKアナウンサー・杉澤眞優とともに電話出演）

『日曜サンデー』は2020年4月から2022年3月までTBSアナウンサー・良原安美がアシスタントを務めていたが、オープニングで太田が良原の番組での愛称「アミーゴ」を呼びかけると、良原が「あもーれ!」、2人で「マッタリーノ!」と返すことが恒例になっていた。
- 2019年7月18日放送のYBSラジオ『はみだし しゃべくりラジオ キックス』の山田ルイ53世と、RSK出身のYBSアナウンサー小松千絵[注釈 3]パーソナリティ回へ届いた「私の土地に赤スーツのタレントがいます」とのメールより、同時間帯の番組のパーソナリティであることの情報はなかったものの相田が話題となった。
- 朝日放送ラジオの深夜番組『よなよな…』（2019年8月6日、20日）では、過去1週間のラジオ・テレビなどで気になったことを報告するコーナー「よなよなBPO」（BPO＝放送倫理・番組向上機構のパロディ）で増田英彦とABCアナウンサー・塚本麻里衣が本番組、特に坂俊介について取り上げた。このことはそれぞれ2日後の本番組冒頭で坂より報告があった。
- STVラジオにて2022年度に実施されたラジオドラマグランプリに「RSKラジオ あも〜れマッタリ—ノ月曜日 坂の昼ドラ制作委員会」として「奥座敷狂想曲」を応募し、企画賞を受賞。2023年3月26日のサウンドプラントスペシャルにて放送。

## 出演者
本番組のパーソナリティでコンビを組む担当者については、担当曜日によって大きな差異がある。このうち、金曜担当の安井優子と相田翔吾のように前々番組から14年以上もコンビを継続している。その一方で、2023年4月3日まで担当していた坂俊介のように、田中友香理とのコンビが最長（1年半）というケースもある。

### パーソナリティ
● … 担当当時のRSKアナウンサー

〇 … 元RSKアナウンサー
| 期間                          | 担当曜日              | 担当曜日            | 担当曜日            | 担当曜日              | 担当曜日          |
| 期間                          | 月曜                  | 火曜                | 水曜                | 木曜                  | 金曜              |
| ----------------------------- | --------------------- | ------------------- | ------------------- | --------------------- | ----------------- |
| 2016年8月29日 - 2017年3月31日 | 奥富亮子● 川又智菜美● | 奥富亮子● 廣瀬麗奈● | 奥富亮子● 平野祐芽● | 奥富亮子● 多賀公人    | 安井優子 相田翔吾 |
| 2017年4月3日 - 2018年3月30日  | 奥富亮子● 廣瀬麗奈●   | 奥富亮子● 坂本大輔  | 奥富亮子● 多賀公人  | 国司憲一郎● 田中愛●   | 安井優子 相田翔吾 |
| 2018年4月2日 - 2019年3月29日  | 奥富亮子● 廣瀬麗奈●   | 奥富亮子● 坂本大輔  | 奥富亮子● 多賀公人  | 国司憲一郎● 守口香織● | 安井優子 相田翔吾 |
| 2019年4月1日 - 6月28日        | 奥富亮子● 廣瀬麗奈●   | 奥富亮子● 坂本大輔  | 奥富亮子● 多賀公人  | 坂俊介● 守口香織●     | 安井優子 相田翔吾 |
| 2019年7月1日 - 9月30日        | 奥富亮子● 廣瀬麗奈●   | 奥富亮子● 坂本大輔  | 奥富亮子● 多賀公人  | 坂俊介● 千神彩花●     | 安井優子 相田翔吾 |
| 2019年10月1日 - 2020年3月31日 | 坂俊介● 矢野七絵●     | 奥富亮子● 坂本大輔  | 奥富亮子● 多賀公人  | 国司憲一郎● 千神彩花● | 安井優子 相田翔吾 |
| 2020年4月1日 - 9月21日        | 坂俊介● 畠山洋子○     | 奥富亮子● 坂本大輔  | 奥富亮子● 多賀公人  | 国司憲一郎● 矢野七絵● | 安井優子 相田翔吾 |
| 2020年9月28日 - 2021年3月26日 | 坂俊介● 田中友香理    | 奥富亮子● 坂本大輔  | 奥富亮子● 多賀公人  | 国司憲一郎● 矢野七絵● | 安井優子 相田翔吾 |
| 2021年3月29日 - 12月31日      | 坂俊介● 田中友香理    | 奥富亮子● 坂本大輔  | 奥富亮子● 多賀公人  | 竹内大樹● 杉澤眞優●   | 安井優子 相田翔吾 |
| 2022年1月3日 - 3月25日        | 坂俊介● 田中友香理    | 奥富亮子● 坂本大輔  | 奥富亮子● 多賀公人  | 竹内大樹● 廣瀬麗奈●   | 安井優子 相田翔吾 |
| 2022年3月28日 - 2023年4月7日  | 坂俊介●               | 奥富亮子● 坂本大輔  | 奥富亮子● 多賀公人  | 濱家輝雄〇 千神彩花●  | 安井優子 相田翔吾 |
| 2023年4月10日 - 2024年3月29日 | 国司憲一郎● 田中愛〇  | 奥富亮子● 坂本大輔  | 奥富亮子● 多賀公人  | 濱家輝雄〇 千神彩花●  | 安井優子 相田翔吾 |
| 2024年4月1日-2024年6月28日    | 柏野仁弥● 田中愛〇    | 奥富亮子● 坂本大輔  | 奥富亮子● 多賀公人  | 濱家輝雄〇 千神彩花●  | 安井優子 相田翔吾 |
| 2024年7月1日 -2024年9月27日   | 柏野仁弥● 田中愛〇    | 中村恵美〇 坂本大輔 | 前田唯● 多賀公人    | 濱家輝雄〇 千神彩花●  | 安井優子 相田翔吾 |
| 2024年9月30日 - 2025年3月28日 | 岡田美奈子● 坂井亮太● | 中村恵美〇 坂本大輔 | 前田唯● 多賀公人    | 濱家輝雄〇 千神彩花●  | 安井優子 相田翔吾 |
| 2025年3月31日 - 現在          | 岡田美奈子● 坂井亮太● | 杉澤眞優● 坂本大輔  | 前田唯● 多賀公人    | 濱家輝雄〇 千神彩花●  | 安井優子 相田翔吾 |

### ラジまるレポーター
2023年3月28日までは火曜もラジまるからの中継レポートがあったが、燃料費の高騰による経費削減の一環で廃止された。
- 渡壁恵子（水曜 - 木曜）[注釈 16]
- 淵本文枝（金曜。元RSKアナウンサー）

## 主なコーナー

### ○○でマッタリーノ
本番組の月曜から木曜に放送されているメインコーナー。岡山県内で開催されるイベント情報やお店紹介などをゲスト（スタジオ出演又は電話出演）にインタビューを行う。奥富亮子が担当する火曜・水曜には、月1回出演のレギュラーゲストが出演することが多い。
金曜も同様の企画が入る場合があるが、『〇〇であもーれ』というコーナー名となっている。
なお、月曜はコロナ禍に伴う代替コーナー『坂の盗耳』（後述）が好評を集めていることや他のスポンサー付きコーナーの都合もあり、現在はほとんど行っていない。また、火曜についても後述の『坂本大輔presents ○○でマッタリーノ』を除く通常版の放送は不定期となっている。

### 坂本大輔presents ○○でマッタリーノ
火曜日の14時台後半は、坂本がかつて担当していた『キャンパスラジオ』→『時空掲示板優輔』のゲストコーナーを引き継いだ当該コーナーを放送している。こうした名残もあり、2020年3月までは通常版の『○○でマッタリーノ』と異なり、ゲストも地元の若者が出演することが多かった。
2020年4月以降は、当該コーナーにも月1回のレギュラーゲストが出演するなど通常版とほとんど変わらないゲスト構成となっている。

### 公人聴きたい
水曜日の16時台(時間が変動する場合もあり。ゲスト出演で休止になる場合もあり）多賀公人が思い出に残る曲をセレクトしエピソードを語るコーナー。多賀の青春時代にヒットした曲がメイン。テーマ曲はサザンオールスターズ『Ya Ya (あの時代を忘れない)』。

### シネマdeあもーれ
金曜日の15時台の映画コーナー。相田翔吾おすすめの作品を紹介したり、取材した映画祭をレポートをしたりするほか、岡山県内で公開される作品の監督や俳優がゲスト出演する場合もある。

### 坂の盗耳
2020年5月4日放送で、新潟放送（BSNラジオ）『三石佳那の夜はフツーでいいじゃない。』の本音コーナー、信越放送（SBCラジオ）『坂ちゃんのずくだせえぶりでい』を話題にあげた縁がきっかけで坂が『三石佳那の夜はフツーでいいじゃない。』（5月11日）、『坂ちゃんのずくだせえぶりでい』（5月15日）に電話出演した。
元々は、本番組のメインコーナーである『○○でマッタリーノ』がコロナ禍によるイベント中止や飲食店の営業休止等で支障をきたしたことへの苦肉の策だったが、上記の出来事をきっかけに同年5月18日放送より、坂が他局のラジオ番組を聴いて勝手に感想を発表するコーナー「坂の盗耳」を月曜13時台後半におこなうようになり、リスナーからの推薦番組も募集している。2022年1月10日以降は月曜12時台後半におこなっている。
コーナーで取り上げて以降、パーソナリティ・スタッフと交流が始まった番組もあり、南海放送『やのひろみの部屋』など坂がゲスト出演することも増えている。紹介された番組は以下の通りである。
| 2020年   | 2020年                                                               | 2020年 |
| 放送日   | 番組名                                                               | 備考 |
| -------- | -------------------------------------------------------------------- | --- |
| 5月18日  | 『森谷佳奈のはきださNIGHT!』（山陰放送）                             | |
| 5月25日  | 『YAMAMAN presents MUSIC SALAD FROM U-kari STUDIO』（ベイエフエム）  | |
| 6月1日   | 『JADDO』（宮崎放送）                                                | |
| 6月8日   | 『竜香のあぶない8時』（北陸放送）                                    | |
| 6月15日  | 『居酒屋 清子』（九州朝日放送）                                      | |
| 6月22日  | 『三石佳那の夜はフツーでいいじゃない。』（新潟放送）                 | 三石佳那が電話出演した。 |
| 6月29日  | 『お好み焼のある風景』（中国放送）                                   | |
| 7月6日   | 『ラジオ大福』（四国放送）                                           | |
| 7月13日  | 『居酒屋 清子』（九州朝日放送）（2回目）                             | 清子女将が電話出演した。 |
| 7月20日  | 『貴族の時間』（STVラジオ）                                          | |
| 7月27日  | 『菊地真衣のこんなんで、いいのかYO!?』（茨城放送）                   | |
| 8月3日   | 『民謡で今日拝なびら』（琉球放送）                                   | 許可を取り、放送音源も流した。 |
| 8月17日  | 『水曜日のカツオボーイズ』（高知放送）                               | |
| 8月24日  | 『夜のイチスタ』（大分放送）                                         | |
| 8月31日  | 『福島のぶひろの歌詞研究会』（毎日放送）                             | |
| 9月7日   | 『はみだし しゃべくりラジオ キックス』（山梨放送）                   | 小松千絵が電話出演した。 |
| 9月7日   | 『ラララ♪モーニング』（山梨放送）                                    | 小松千絵が電話出演した。 |
| 9月14日  | 『まだ帰りたくない大人たちへ チョコレートナナナナイト!』（静岡放送） | |
| 9月21日  | 『ウノ山本 ミッドナイトでろんず』（エフエムナックファイブ）          | 『まだ帰りたくない大人たちへ チョコレートナナナナイト!』にウノ山本が出演した回を取り上げたことが縁でウノが電話出演した。                                              |
| 9月28日  | 『午後はドキドキ!』（山陰放送）                                      | この回より田中が月曜パーソナリティになったため、人物紹介を兼ねて水曜日に出演するこの番組を紹介した。                                                                  |
| 10月5日  | 『POTLUCK』（エフエム群馬）                                          | |
| 10月12日 | 『山原麗華の元気なナツメロ（爆笑）』（ラジオ沖縄）                   | |
| 10月19日 | 『現場の東海林です。斉藤安弘アンコーです。』（京都放送ほか）         | |
| 10月26日 | 『やのひろみ☆齊官昌伍のとりあえず生!』（南海放送）                   | |
| 11月2日  | 『文化放送ライオンズナイター』ほか（文化放送）                       | 山田弥希寿が電話出演した。 また、コーナー外ではあるが、講演で岡山県を訪れていたやきそばかおる（ラジオコラムニスト）が飛び入り出演し、このコーナーにアドバイスをした。 |
| 11月9日  | 『あこもこジョッキー』（青森放送）                                   | 許可を貰い、実際の放送音源も流した。 |
| 11月16日 | 『洋二と明石の無口な二人』（STVラジオ）                              | |
| 11月23日 | 『山原麗華の元気なナツメロ（爆笑）』（ラジオ沖縄）（2回目）          | 山原麗華が電話出演した。 |
| 11月30日 | 『ROK技術倶楽部』（ラジオ沖縄）                                      | |
| 11月30日 | 『おしゃべり技術くん』（IBC岩手放送）                                | |
| 12月7日  | 『しそまるの全開!金曜日』（和歌山放送）                              | |
| 12月14日 | 『Saturday Morning Radio おびハピ!』（エフエムナックファイブ）ほか   | 小尾渚沙が電話出演した。 |
| 12月21日 | 『次は〜新福島! =第4章 冬将軍=』（毎日放送）                         | |
| 12月28日 | 『やのひろみ☆齊官昌伍のとりあえず生!』（南海放送）                   | やのひろみが電話出演した。 |

| 2021年   | 2021年                                                          | 2021年 |
| 放送日   | 番組名                                                          | 備考 |
| -------- | --------------------------------------------------------------- | --- |
| 1月4日   | 『伊東四朗 吉田照美 親父・熱愛』（文化放送）など                | 吉田照美が出演した。                                                                                              |
| 1月11日  | 『マチコでNightね!』（長崎放送）                                | |
| 1月18日  | 『羽川英樹の土曜は旅気分』（京都放送）                          | |
| 1月18日  | 『なごみのはんなり京めぐり』（京都放送）                        | |
| 1月25日  | 『あさかラ!』など（長崎放送）                                   | 村山仁志が電話出演した。                                                                                          |
| 2月1日   | 『他言無用～女性アナウンサーが好き勝手します!』（ラジオ福島）   | 番組の企画を勝手にリスナーに募集した。 翌週、募集した企画案がラジオ福島に届き、坂が隠れプロデューサーに選ばれた。 |
| 2月8日   | 『午後2時5分一寸一服』（熊本放送）                              | |
| 2月15日  | 『午後はとことん よろず屋ラジオ』（福井放送）                   | |
| 2月22日  | 朗読番組特集                                                    | |
| 3月1日   | 『よなよな…』（朝日放送ラジオ）                                 | |
| 3月8日   | 『糸永 大輔ラジオやってます』（熊本放送）                       | |
| 3月15日  | 『よなよな…』（朝日放送ラジオ）など                             | 近藤夏子が電話出演した。                                                                                          |
| 3月22日  | 『他言無用～女性アナウンサーが好き勝手します!』（ラジオ福島）   | 山地美紗子が電話出演した。                                                                                        |
| 3月29日  | 『大窪シゲキの9ジラジ』（広島エフエム放送）                     | |
| 4月5日   | 『糸永 大輔ラジオやってます』（熊本放送）（2回目）              | 渡辺大輔が電話出演した。                                                                                          |
| 4月12日  | 『大窪シゲキの9ジラジ』（広島エフエム放送）（2回目）            | 大窪シゲキが電話出演した。                                                                                        |
| 4月19日  | 『山原麗華の元気なナツメロ(爆笑)』（ラジオ沖縄）（3回目）       | 山原麗華が電話出演した。（2回目）                                                                                 |
| 4月19日  | 『華華天国』（ラジオ沖縄）                                      | 山原麗華が電話出演した。（2回目）                                                                                 |
| 4月26日  | 『糸永 大輔ラジオやってます』（熊本放送）（3回目）              | 糸永有希が電話出演した。                                                                                          |
| 5月3日   | 『カンテら!』（ラジオ大阪）                                     | |
| 5月10日  | 『テキトーナイト!!』（静岡放送）                                | |
| 5月17日  | 『ウラのウラまで浦川です』（朝日放送ラジオ）                    | 浦川泰幸が電話出演した。                                                                                          |
| 5月24日  | 『アナののびしろ』（CBCラジオ）                                 | |
| 5月31日  | 『ほめ×ほめナイト』（RKB毎日放送）                              | |
| 6月7日   | 『Fledge!!』（北海道放送）                                      | |
| 6月14日  | 『おはよう当番』（RSKラジオ）                                   | |
| 6月21日  | 新潟特集                                                        | 三石佳那が電話出演した。（2回目）                                                                                 |
| 6月28日  | 新潟特集                                                        | イケメン四銃士から工藤淳之介、麦島侑が電話出演した。                                                              |
| 7月5日   | 『やのひろみの部屋』（南海放送）                                | やのひろみがスタジオ出演した。                                                                                    |
| 7月12日  | 『SUNDAY 10 Carat Numbers』（茨城放送）                         | |
| 7月19日  | 『ほめ×ほめナイト』（RKB毎日放送）（2回目）                     | 辻満里奈、本田奈也花が電話出演した。                                                                              |
| 7月26日  | 『アナウンサーの世界』（RKB毎日放送）                           | |
| 8月2日   | 『SUNDAY 10 Carat Numbers』（茨城放送）（2回目）                | 八木志芳が電話出演した。                                                                                          |
| 8月9日   | 『Fledge!!』（北海道放送）                                      | 本間吏成、大竹彩加が電話出演した。                                                                                |
| 8月16日  | 『あまみじかん』（南日本放送）                                  | |
| 8月23日  | 『タマリバ』（秋田放送）                                        | |
| 8月30日  | 『角田龍平の蛤御門のヘン』（京都放送）                          | |
| 9月6日   | 『FC岐阜 Road to Dream』（エフエム岐阜）                        | 竹田忠嗣が電話出演した。                                                                                          |
| 9月13日  | 『佐々木眞奈美のあっぺとっぺファーマシー』（東北放送）          | |
| 9月20日  | 『夜のイチスタ』（大分放送）（2回目）                           | 池田麻衣子が電話出演した。                                                                                        |
| 9月27日  | 『菊地真衣のこんなんで、いいのかYO!?』（茨城放送）（2回目）     | 菊地真衣が電話出演した。 9月25日の茨城放送『4me』には坂が出演した。                                               |
| 9月27日  | 『4me』（茨城放送）                                             | 菊地真衣が電話出演した。 9月25日の茨城放送『4me』には坂が出演した。                                               |
| 10月4日  | 『昭和小僧〜勝手にタイムスリップラジオ〜』（山形放送）          | 「日曜に振り返る昭和の番組」として、コーナー初の3番組を紹介した。                                                 |
| 10月4日  | 『大人のラジオバラエティ ご昭和ください』（山口放送）           | 「日曜に振り返る昭和の番組」として、コーナー初の3番組を紹介した。                                                 |
| 10月4日  | 『サンスター 文化の泉 ラジオで語る昭和の文化』（TBSラジオほか） | 「日曜に振り返る昭和の番組」として、コーナー初の3番組を紹介した。                                                 |
| 10月11日 | 『佐々木眞奈美のあっぺとっぺファーマシー』（東北放送）（2回目） | 佐々木眞奈美が、コーナー初のリモートで出演した。                                                                  |
| 10月18日 |                                                                 | 坂の実父である坂信一郎が電話出演した。                                                                            |
| 10月25日 | 『ファジアーノ岡山 実況中継』（RSKラジオ）                      | 同番組で解説を務める椋原健太がスタジオ出演した。                                                                  |
| 11月1日  | 『竹村りゑの木曜日のブックマーカー』（北陸放送）                | 「全国の本紹介ラジオ番組特集」として、3番組を紹介した。                                                           |
| 11月1日  | 『Panasonic Melodious Library』（エフエム東京）                 | 「全国の本紹介ラジオ番組特集」として、3番組を紹介した。                                                           |
| 11月1日  | 『ラジオ DE ビブリオバトル』（長崎放送）                        | 「全国の本紹介ラジオ番組特集」として、3番組を紹介した。                                                           |
| 11月8日  | 『菊地真衣のこんなんで、いいのかYO!?』（茨城放送）（3回目）     | 菊地真衣が電話出演した。（2回目）                                                                                 |
| 11月8日  | 『4me』（茨城放送）（2回目）                                    | 菊地真衣が電話出演した。（2回目）                                                                                 |
| 11月15日 | 『工藤じゅんきの十人十色』（STVラジオ）                         | |
| 11月22日 | 『とんでるワイド 大田黒浩一のきょうも元気!』（熊本放送）        | |
| 11月29日 | 『今日も!あさぷり』（青森放送）                                 | |
| 12月6日  | 『今日も!あさぷり』（青森放送）（2回目）                        | 中村香音が電話出演した。                                                                                          |
| 12月13日 | 『岩﨑弘志のてゲてゲハイスクール』（南日本放送）                | |
| 12月20日 | 『岩﨑弘志のてゲてゲハイスクール』（南日本放送）（2回目）       | 岩﨑弘志が電話出演した。                                                                                          |

| 2022年   | 2022年                                                                      | 2022年 |
| 放送日   | 番組名                                                                      | 備考 |
| -------- | --------------------------------------------------------------------------- | --- |
| 1月3日   | 『ウラのウラまで浦川です』（朝日放送ラジオ）（2回目）                       | 浦川泰幸と珠久美穂子が、番組を相互に繋いで放送した。 |
| 1月3日   | 『アナウンサーの世界』（RKB毎日放送）（2回目）                              | 2020年9月まで月曜を担当した本庄麻里子が電話出演した。 |
| 1月3日   | 『ラジオ大福』（四国放送）（2回目）                                         | 保岡栄二が電話出演した。 |
| 1月3日   | 『テキトーナイト!!』（静岡放送）（2回目）                                   | 鬼頭里枝が電話出演した。 |
| 1月10日  | 『手話でシュワッチ!』（栃木放送）                                           | |
| 1月17日  | 『鉄崎幹人のWASABI』（静岡放送）                                            | |
| 1月24日  | 『高原兄の5時間耐久ラジオ 長て長てこたえられんが』（北日本放送）            | |
| 1月31日  | 『鉄崎幹人のWASABI』（静岡放送）（2回目）                                   | 鉄崎幹人が電話出演した。 |
| 2月7日   | 『ちゃんゆ胃の胃袋満たします』（南海放送）                                  | 「インフルエンサーがMCの番組」として、3番組を紹介した。 |
| 2月7日   | 『一ノ瀬陽鞠のパカッとひまりん』（北陸放送）                                | 「インフルエンサーがMCの番組」として、3番組を紹介した。 |
| 2月7日   | 『うしみつドキドキ!「私たちがらじお女子です!」』（CBCラジオ）               | 「インフルエンサーがMCの番組」として、3番組を紹介した。 |
| 2月14日  | 『うしみつドキドキ!「私たちがらじお女子です!」』（CBCラジオ）（2回目）      | コーナー開始以来初めて、番組スタッフ（プロデューサー）が電話出演した。 |
| 2月21日  | 『高原兄の5時間耐久ラジオ 長て長てこたえられんが』（北日本放送）（2回目）   | 高原兄が電話出演した。 |
| 2月28日  | 『高校ラジオクラブ』（東海ラジオ放送）                                      | 「高校生・大学生が創るラジオ番組」として、3番組を紹介した。 |
| 2月28日  | 『とび出せ高校生諸君!』（エフエム仙台）                                     | 「高校生・大学生が創るラジオ番組」として、3番組を紹介した。 |
| 2月28日  | 『9時までよろしいでしょうか? PLUS』（栃木放送）                             | 「高校生・大学生が創るラジオ番組」として、3番組を紹介した。 |
| 3月7日   |                                                                             | 山田弥希寿が電話出演した。（2回目） |
| 3月14日  | 『甲斐杏奈の今夜もcheck check!』（宮崎放送）                                | 甲斐杏奈が電話出演した。 |
| 3月21日  | 『午後はドキドキ!』（山陰放送）（2回目）                                    | この回をもって田中が月曜パーソナリティを卒業するため、改めてこの番組を紹介した。 水曜日に田中のパートナーを務める高木啓一がサプライズで電話出演した。                                                   |
| 3月28日  | 『江本一真のゴッジ』（広島エフエム放送）                                    | |
| 4月4日   | 『やのひろみの部屋』（南海放送）（2回目）                                   | |
| 4月11日  | 『土曜はDON』（青森放送）                                                   | 直近放送（2022年4月9日）予定回が放送休止となったため、4月25日に延期。 そのため、急遽リスナーから寄せられた推薦番組メールを紹介。                                                                        |
| 4月18日  | 『江本一真のゴッジ』（広島エフエム放送）（2回目）                           | 江本一真が電話出演した。 |
| 4月25日  | 『土曜はDON』（青森放送）                                                   | |
| 5月2日   | 『真栄原ミュージック』（エフエム沖縄）                                      | |
| 5月9日   |                                                                             | イケメン四銃士から工藤淳之介、黒崎貴之が電話出演した。 |
| 5月16日  | 『工藤淳之介 3時のカルテット』（新潟放送）                                  | イケメン四銃士と松本愛が、番組を相互に繋いで放送した。 |
| 5月23日  | 『ラジオBar南国の夜』（琉球放送）                                           | |
| 5月30日  | 『本当のヒーローは君だ!』（四国放送）                                       | 「ラジオドラマ特集」として紹介した。 コーナー外で、『STVラジオ ラジオドラマGP』（STVラジオ）についても取り上げた。                                                                                      |
| 6月6日   | 『高松綾香の恋する☆オンガク』（山口放送）                                   | |
| 6月13日  | 『本当のヒーローは君だ!』（四国放送）（2回目）                              | 番組スタッフ（ディレクター）が電話出演した。 |
| 6月20日  | 『おもかげ横丁 スナック いがわ』（エフエム岩手）                            | |
| 6月27日  | 『高松綾香の恋する☆オンガク』（山口放送）（2回目）                          | 高松綾香が電話出演した。 |
| 7月4日   |                                                                             | 菊地真衣が電話出演した。（3回目） 茨城放送が主催する「LuckyFM Green Festival」について取り上げた。 |
| 7月11日  | 『仏教伝道協会 presents 笑い飯 哲夫のサタデー★ナイト仏教』（エフエム大阪）  | 「FM大阪特集」として、3番組を紹介した。 |
| 7月11日  | 『大阪学院大学 presents「clearanceのラジOH！アカデミア」』（エフエム大阪）  | 「FM大阪特集」として、3番組を紹介した。 |
| 7月11日  | 『Dr.Recella presents 幸せのしずく』（エフエム大阪）                        | 「FM大阪特集」として、3番組を紹介した。 |
| 7月18日  | 『オドリバラジオ』（大分放送）                                              | コーナー外で、らじお女子メンバーの小松吏穂からのメッセージをきっかけに、『らじお女子の「ラジオに恋して」』（CBCラジオ）のプロデューサーに電話をかけ、盗耳のスタジオ出演が決定した。                     |
| 7月25日  | 『ファジアーノ岡山 実況中継』（RSKラジオ）（2回目）                         | 2022年7月30日の同番組で解説を務める田中裕介が電話出演した。 |
| 8月1日   | 『らじお女子の「ラジオに恋して」』（CBCラジオ）                             | らじお女子メンバーの小松吏穂と、番組スタッフ（プロデューサー）がスタジオ出演した。 |
| 8月8日   | 『Saturday Morning Radio おびハピ!』（エフエムナックファイブ）ほか（2回目） | 小尾渚沙が電話出演した。（2回目） |
| 8月15日  | 『牧村一穂の〆ラーCLUB』（静岡エフエム放送）                                | 「K-mix特集」として紹介した。 |
| 8月22日  | 『鈴木愛実の、やるやん!』（静岡エフエム放送）                               | 8月15日に引き続き、「K-mix特集」として、2番組を紹介した。 |
| 8月22日  | 『川﨑玲奈の踊るラジオシャドウ』（静岡エフエム放送）                        | 8月15日に引き続き、「K-mix特集」として、2番組を紹介した。 |
| 8月29日  | 『高橋なんぐの金曜天国』（新潟放送）                                        | パーソナリティの高橋なんぐに、坂が異例の直接取材を敢行した。 |
| 9月5日   | 『牧村一穂の〆ラーCLUB』（静岡エフエム放送）（2回目）                       | 坂が新型コロナウイルス感染症に罹患したことに伴い、9月12日に延期。 |
| 9月12日  | 『牧村一穂の〆ラーCLUB』（静岡エフエム放送）（2回目）                       | 牧村一穂が電話出演した。 |
| 9月19日  | 『藤井孝太郎のログイン!よる☆PA』（STVラジオ）                               | パーソナリティ藤井孝太郎がコメント出演。 |
| 9月26日  | 『高橋なんぐの金曜天国』（新潟放送）（2回目）                               | 高橋なんぐが電話出演した。 |
| 10月3日  | 『さあやろう！ABCラジオ吹奏楽部です』（朝日放送ラジオ）                     | 「吹奏楽番組特集」として、3番組を紹介した。 |
| 10月3日  | 『あなたと夜と吹奏楽』（横浜エフエム放送）                                  | 「吹奏楽番組特集」として、3番組を紹介した。 |
| 10月3日  | 『BRA-BAN!』（エフエム岩手）                                                | 「吹奏楽番組特集」として、3番組を紹介した。 |
| 10月10日 | 『ハイアーハイアー!』（CBCラジオ）                                          | 「2022年秋改編新番組特集」として、コーナー初の4番組を紹介した。 |
| 10月10日 | 『城山スズメ』金曜日（南日本放送）                                          | 「2022年秋改編新番組特集」として、コーナー初の4番組を紹介した。 |
| 10月10日 | 『今村翔吾×山崎怜奈の言って聞かせて』（朝日放送ラジオ）                     | 「2022年秋改編新番組特集」として、コーナー初の4番組を紹介した。 |
| 10月10日 | 『ザ・ギース尾関高文とOCHA NORMA広本瑠璃の年の差ラジオ』（中国放送）        | 「2022年秋改編新番組特集」として、コーナー初の4番組を紹介した。 |
| 10月17日 | 『川﨑玲奈の踊るラジオシャドウ』（静岡エフエム放送）（2回目）               | 川﨑玲奈が電話出演した。 |
| 10月24日 |                                                                             | 2022年9月で四国放送を定年退職した保岡栄二がスタジオ出演した。（2回目） |
| 10月31日 | 『サニー・フランシスのマサララジオ』（朝日放送ラジオ）                      | |
| 11月7日  | 『JR貨物 presents Sound of Train』（エフエム北海道）                        | |
| 11月14日 | 『牧村一穂の〆ラーCLUB』（静岡エフエム放送）（3回目）                       | 牧村一穂が電話出演した。（2回目） |
| 11月21日 | 『戸井康成の金曜スクラッパー』（CBCラジオ）                                 | |
| 11月28日 | 『鈴木愛実の、やるやん!』（静岡エフエム放送）（2回目）                      | 鈴木愛実が収録で出演した。 |
| 12月5日  | 『牧村一穂の〆ラーCLUB』（静岡エフエム放送）（4回目）                       | 2番組交流企画「プロジェクト〆」（岡山・静岡のラーメン店で〆の丼をリスナーからのアイデアで作成する）の進捗状況を紹介                                                                                     |
| 12月12日 |                                                                             | 番外編として、映画「すずめの戸締まり」の新海誠と原菜乃華へのインタビューを放送した。 |
| 12月19日 | 『鈴木愛実の、やるやん!』（静岡エフエム放送）（3回目）                      | 12月18日に開催のインスタライブ企画の進捗状況を紹介する予定だったが、鈴木が新型コロナウイルス感染症に罹患したことに伴い、2023年1月8日に延期。 そのため、急遽リスナーから寄せられた推薦番組メールを紹介。 |
| 12月26日 | 『戸井康成の金曜スクラッパー』（CBCラジオ）（2回目）                        | 戸井康成が、RSKのスタジオにサプライズ出演した。 |

| 2023年  | 2023年                                                          | 2023年                                                                                    |
| 放送日  | 番組名                                                          | 備考                                                                                      |
| ------- | --------------------------------------------------------------- | ----------------------------------------------------------------------------------------- |
| 1月9日  | 『鈴木愛実の、やるやん!』（静岡エフエム放送）（3回目）          | 1月8日に開催したインスタライブ企画の進捗状況を紹介した。                                  |
| 1月16日 | 『牧村一穂の〆ラーCLUB』（静岡エフエム放送）（5回目）           | 2番組交流企画「プロジェクト〆」の岡山側の進捗状況を紹介                                   |
| 1月23日 | 『牧村一穂の〆ラーCLUB』（静岡エフエム放送）（6回目）           | 牧村一穂が電話出演した。（3回目） 2番組交流企画「プロジェクト〆」の静岡側の進捗状況を紹介 |
| 1月30日 | 『ビギナーズ』（CBCラジオ）                                     |                                                                                           |
| 2月6日  |                                                                 | 番外編として、ウエストランドがスタジオ出演した。                                          |
| 2月13日 | 『サニー・フランシスのマサララジオ』（朝日放送ラジオ）（2回目） | サニー・フランシスが電話出演した。                                                        |
| 2月20日 | 『静岡サッカー熱血応援番組 ヒデとキトーのFooTALK!』（静岡放送） | 鬼頭里枝が電話出演した。（2回目）                                                         |
| 2月27日 | 『居酒屋 清子』（九州朝日放送）（3回目）                        | 清子女将が電話出演した。（2回目）                                                         |
| 3月6日  | 『お誕生日おめでとう』（長崎放送）                              |                                                                                           |
| 3月13日 | 『朝の小鳥』（文化放送）                                        | 「心癒され系番組特集」として、3番組を紹介した。                                           |
| 3月13日 | 『マイメロディとひみつのお部屋』（エフエム東京）                | 「心癒され系番組特集」として、3番組を紹介した。                                           |
| 3月13日 | 『園児対抗歌合戦』（エフエム新潟）                              | 「心癒され系番組特集」として、3番組を紹介した。                                           |
| 3月20日 | 『Clip』（ラジオ関西）                                          | 近藤夏子がスタジオ出演した。（2回目）                                                     |
| 3月27日 | 『若狭敬一のスポ音』（CBCラジオ）                               | 若狭敬一が電話出演した。                                                                  |
| 4月3日  | 『やきそばかおるのラジオコンシェルジュ』（渋谷のラジオ）        | やきそばかおるが電話出演した。                                                            |

### 山陰さんこんにちは
火曜・木曜の14時台前半に『午後はドキドキ!』を放送しているBSSラジオと繋いで、山陰地方（鳥取県・島根県）と岡山県の話題や情報をお送りするコーナー。BSSラジオでは『山陽さんこんにちは』として放送している。

### 岡山～香川 海の向こうはどんなんかいな?
月曜の16時台前半に『Action!!815』を放送しているエフエム高松と繋いで、香川県と岡山県の話題や情報をお送りするコーナー。

### ラジオでマッタリーノ!
金曜日の14時45分ごろから放送。全員担当当時にNMB48であり、かつFM岡山『おやすみNMB48』も担当している。NMB48メンバーから2人が出演し、『（あだ名）と（あだ名）の（企画）でマッタリーノ!』を正式な名前としており、現行のパーソナリティで言えば『あやかとけいとの（企画）でマッタリーノ!』と名乗る。
コロナ禍による緊急事態宣言のあおりで、2020年5月1日放送分を最後に一時中断。収録中断中の同年5月8日から7月3日まで『電話で繋がろうNMB48バトンリレー』を放送した。その後、7月10日放送分から再開したが、コロナ禍の第3波による感染急拡大で大阪からの不要不急の外出の自粛を求められたこともあり、12月4日放送分で再び放送を中断した。
同年12月11日より、収録中断中のコーナー『帰ってきたテレフォンリレーNMBの輪!!』（内容は前記のバトンリレーと同じ）を放送している（2021年3月12日より収録再開）。
現在
- 桜田彩叶（岡山出身）、塩月希依音

過去
- 城恵理子、安田桃寧、加藤夕夏、本郷柚巴